# Madatey
Madatey (auch: Madateye, Madateye Sultan, Madattey Gros) ist ein Dorf im Arrondissement Zinder III der Stadt Zinder in Niger.

## Geographie
Das von einem traditionellen Ortsvorsteher (chef traditionnel) geleitete Dorf befindet sich nördlich des Stadtzentrums  im ländlichen Gemeindegebiet von Zinder, der Hauptstadt der gleichnamigen Region Zinder. Es schließt an das bebaute Gebiet des urbanen Zentrums an. Zu den Nachbarorten von Madatey zählen Keltafideck im Nordwesten, Malan Amar im Nordosten und Garin Liman im Südosten.
Die Mare de Madatey ist ein temporärer Teich bei der Siedlung. Wie andere Teiche in Zinder, etwa in Garin Liman und Janroua, findet sie als wilde Deponie Verwendung. Wie im gesamten Gemeindegebiet von Zinder herrscht das Klima der Sahelzone vor, mit einer durchschnittlichen jährlichen Niederschlagsmenge zwischen 300 und 400 mm.

## Bevölkerung
Bei der Volkszählung 2012 hatte Madatey 790 Einwohner, die in 138 Haushalten lebten. Bei der Volkszählung 2001 betrug die Einwohnerzahl 873 in 149 Haushalten und bei der Volkszählung 1988 belief sich die Einwohnerzahl auf 1077 in 167 Haushalten.

## Wirtschaft und Infrastruktur
Es gibt eine Schule im Dorf.